# Kiełbasa wyborcza
Kiełbasa wyborcza – zbiorczy termin określający populistyczne formy zdobywania poparcia w wyborach.
Wyrażenie powstało w Galicji przełomu XIX i XX wieku, w okresie demokratyzacji praw wyborczych do Rady Państwa i Sejmu Krajowego, kiedy na wniosek kół konserwatywnych do ordynacji wyborczej wprowadzono zasadę jawności głosowania. Wówczas to kandydaci na posłów w celu zdobycia poparcia mas społecznych organizowali pikniki z darmowym jedzeniem i piciem (głównie kiełbasą i wódką).
Zjawisko serwowania jedzenia na spotkaniach przedwyborczych, choć w mniejszym zakresie, występowało też w okresie II RP i w pierwszych latach III Rzeczypospolitej.
Obecnie wyrażenie używane w znaczeniu przenośnym, jako określenie atrakcyjnych, lecz zazwyczaj niemożliwych do spełnienia obietnic przedwyborczych.
Kiełbasa wyborcza skierowana jest przede wszystkim do wyborców nieposiadających ostrych poglądów politycznych, niewykształconych lub niemających wiedzy o działaniu mechanizmów gospodarczych. Przykładem kiełbasy wyborczej kierowanej do takich osób jest obietnica zmniejszenia podatków przy równoczesnym zintensyfikowaniu polityki socjalnej państwa.